# ドコモ口座
ドコモ口座（ドコモこうざ）は、NTTドコモが提供していた送金・決済サービスの名称。NTTドコモが資金移動業者として運営している。

## 概要
ドコモ口座は現金を扱えるプリペイド型のバーチャル口座である。だれでも無料で開設することができ、銀行口座やコンビニ等からドコモ口座へ入金すれば、ユーザー間の送金やネットショッピング（Visa対応サイト）等様々な用途に利用できる。
既存プリペイドサービスと異なる最大の特徴は「出金」機能である。送金で受け取ったお金やショッピングで利用した際の残金等は自分の銀行口座へ出金が出来、ドコモの電話料金へ充当することも可能である。
前身は2009年7月21日に提供開始された「ドコモ ケータイ送金」。携帯電話番号を指定して送金できるサービスで、2013年3月までは「ドコモ　ケータイ送金」というサービス名称で提供されていた。同じく携帯電話キャリアであるKDDIグループに属すじぶん銀行のケータイ番号振込が、送り手と受け手双方がじぶん銀行口座の開設が必要条件であるのに対して、当サービスは、送り手と受け手共に、特定の金融機関口座の開設を要しないことが特徴である。なお、送り手と受け手の双方がドコモ回線契約であることが必須である。
2011年5月18日付けで資金移動業者としての登録（資金移動業者 登録番号 関東財務局長 第00012号）を受けたことに伴い、2011年5月27日よりサービス改定が行われ、「ドコモ口座」と呼ばれる資金の仮想プール口座が設定された。この「ドコモ口座」へ事前入金することによって、ドコモ口座にプールされた資金は他のドコモユーザーへの送金資金として利用可能なほか、携帯電話料金への充当や、銀行口座への払出し、ケータイ払い加盟店での決済、Visaのネット加盟店で決済可能な「ドコモ口座Visaプリペイド」が利用できるようになっている。
なお、NTTドコモ自体が銀行ではないため、預けた資金に利息は付利されない。
機能自体をd払いに統合させるため、2021年10月25日にサービスを終了した。使用していたドメインは第三者によって不正使用されるのを防止するため、引き続きNTTドコモによって管理されている。

## 不正利用
2020年9月、第三者によってドコモ口座と銀行口座が勝手に連携され、不正に数十万円が引き出される事件が発生。ドコモや銀行のセキュリティ上の不備が指摘されるなどしている。9月15日までに約2676万円の被害が確認されている。同月8日、ドコモ側は、同社システムへの不正アクセスでは無いことを報じた。
本事件は、ドコモ利用者、ドコモ口座利用者以外でも被害が発生している点、ドコモ口座の提携先銀行口座（七十七銀行、イオン銀行、ゆうちょ銀行など35行のいずれか）を持っている人なら誰でも被害に遭う可能性がある点などが問題となっている。
2020年9月始め頃、利用した覚えがないのに銀行口座から「ドコモコウザ」という名義で数十万円（30万円など）のお金が引き出されたという報告がSNS上で複数行われ、その後銀行口座から不正に残高が引き出される事件が複数発生していることが判明した。

## 詳細

### 入金
ドコモ口座への入金は、ドコモ口座キャッシュゲットモール・Pay-easy・コンビニ入金の3つの方法がある。ペイジー対応の金融機関での入金の場合、携帯電話上で手続きを行い、その際に表示される「収納機関番号」「お客様番号」「確認番号」を使って、対応した各金融機関のATMやインターネットバンキングにより1,000円以上1円単位で、1回10万円まで入金が可能である。
また、コンビニ入金の場合、携帯電話側で入金の手続きを実施後、画面上に表示される「支払い情報」を使って、主要コンビニエンスストアのレジで代金を支払う。2,000円以上1円単位で、1回10万円まで入金が可能である。
ドコモ口座には、最大100万円まで貯めることができる。

### 送金・受取
ドコモユーザー同士であれば、相手の携帯電話番号と名義人のカナ頭2文字、もしくはドコモ口座番号を指定することで送金することができる。送金方法は2パターンあり、ドコモ口座残高から送金する場合と、残高が無くても電話料金合算による「後払い送金」が可能となっている。電話料金合算による後払い送金は上限2万円までである。
ドコモ口座を使って送金する場合は手数料が無料。ドコモ口座残高を使わずに携帯料金と合算請求で送金する場合は一律100円（税抜）／回の手数料が発生する。月20万円までの送金が可能。
その他、個人宛の送金に加えて寄付・募金や、一部の地域においてのふるさと納税にも利用が可能。また、現在ドコモは提携する企業とタイアップしてキャッシュバックキャンペーンを頻繁に行っており、キャッシュバックの受取窓口としてドコモ口座が使用されている。

### d払い/ドコモ払い加盟店での決済
d払い（旧・dケータイ払い+）・ドコモ払い（旧・ドコモ ケータイ払い）加盟店として提携しているmobageやAmebaなどのオンラインゲームサイトでのアイテム代金や、Yahoo!ショッピングなどネットショッピングサイトでの購入代金、楽天オークションなどオークションサイトでの支払いに対応。決済時に「ドコモ口座払い」を選択することで、ネットワーク暗証番号を入力するだけで直接購入が可能。
代金はドコモ口座から即座に引き落とされる。

### ドコモ口座Visaプリペイド
2013年9月18日には、ドコモ口座にプールした資金でネットショッピング専用のバーチャルプリペイドカードを発行し、Visa加盟店でクレジットカード同様に買物ができる「ドコモ口座Visaプリペイド」を開始。事前審査が無く、即時発行される。Visaカードと同様の16桁の会員番号、有効期限、セキュリティコードが画面上に表示され、ネットショッピング等での「Visaカード払い」に使うことが出来、入金すれば上限50万円まで利用可能である。
Visaプリペイドでは、3年間有効な番号を使える「レギュラーカード」と、支払い1回毎に異なる使い捨ての「ワンタイムカード」の2種類がある。

### 電話料金充当、銀行口座への払出し
ドコモ口座には、翌月の電話料金への充当や、銀行口座への払出しが可能。送金やキャッシュバックで受け取った資金や、ドコモ口座払いやVisaプリペイドでのショッピング利用によって余った資金などを無駄なく利用できる。
電話料金への充当は無料である一方、銀行口座への払出しは月の払出し回数や払出し金額に応じた手数料が別途発生する。

## 注意点
複数の携帯電話回線を持っているユーザが、A回線の番号からA回線と同一名義のB回線の電話番号宛の送金は出来ない。これは、貸金（いわば、キャッシング）を目的とするものではないためである。